# Pražský vzorkový veletrh

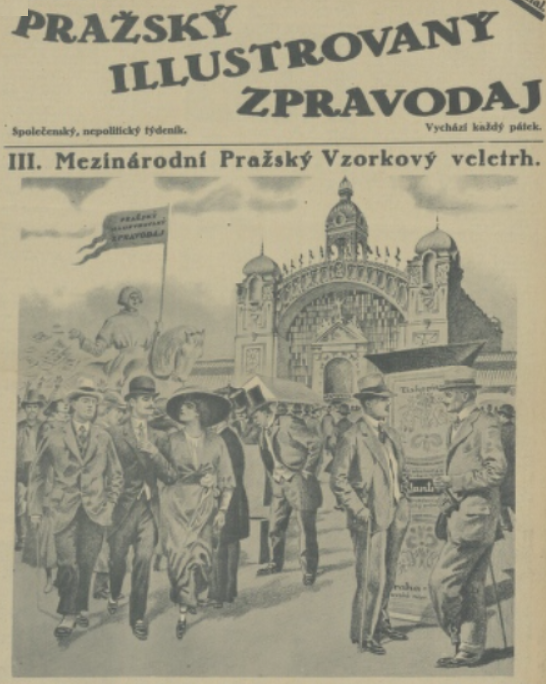
Pražský vzorkový veletrh 1921 (Pražský illustrovaný zpravodaj, 1. 9. 1921)

Pražský vzorkový veletrh se konal v letech 1920 až 1951 (kromě let 1942 až 1945) na pražském Výstavišti, a to zpravidla dvakrát ročně. 

## Konání veletrhů
První veletrh byl uspořádán od 28. září do 12. října 1920.
Veletrhy se konaly i v počátcích německé okupace, např. v roce 1940 jej navštívili president Hácha a předseda vlády Eliáš. Zrušení veletrhu v roce 1942 zdůvodnila propaganda tím, že „Protektorát Čechy a Morava je zapojen do ohromného válečného úsilí Velkoněmecké říše“.

## Účel
Veletrh byl určen především pro velkoobchodní jednání a uzavírání obchodů značného rozsahu podle vzorků, avšak zpočátku se jej mohli zúčastnit i maloobchodníci. O jeho vznik se zasloužil především PhMr. Václav Boháč.